# Macrosolen avenis
Macrosolen avenis är en tvåhjärtbladig växtart som först beskrevs av Bi., och fick sitt nu gällande namn av Dans.. Macrosolen avenis ingår i släktet Macrosolen och familjen Loranthaceae. Inga underarter finns listade i Catalogue of Life.